# Fred Martin (football)
Pour les articles homonymes, voir Frédéric Martin et Martin.
Frederick Martin, né le 13 mai 1929 à Carnoustie (Écosse), et mort le 21 août 2013, est un footballeur écossais des années 1950.

## Biographie
En tant que gardien de but, Fred Martin est international écossais à six reprises (1954–1955), et sans aucun but inscrit à son encontre. Il participe à la Coupe du monde de football de 1954, qui fait les deux matchs de l'Écosse, et Fred Martin encaisse huit buts en deux matchs. Par conséquent, l'Écosse est éliminée au premier tour. Avec la sélection nationale, il commence par une victoire contre la Norvège, puis par un match encore contre la Norvège et ensuite quatre défaites (Uruguay, Autriche, Hongrie et Angleterre).
Il fait toute sa carrière à Aberdeen Football Club de 1946 à 1960, qui joue 206 matchs, remportant un championnat écossais en 1955, une coupe en 1947 et une coupe de la Ligue en 1956.

## Clubs
- 1946–1960 :  Aberdeen FC

## Palmarès
- Championnat d'Écosse de football
  - Champion en 1955
  - Vice-champion en 1956
- Coupe d'Écosse de football
  - Vainqueur en 1947
  - Finaliste en 1953, en 1954 et en 1959
- Coupe de la ligue écossaise de football
  - Vainqueur en 1956
  - Finaliste en 1947